# Marietta Marcolini

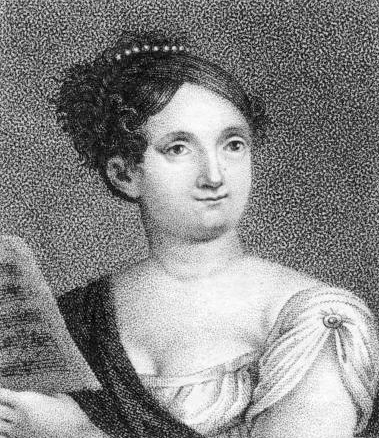
Marietta Marcolini. Punktiergravur von Giovanni Antonio Sasso

Marietta Marcolini, auch Maria Marcolini, (* um 1780 in Florenz; † 26. Dezember 1855) war eine italienische Schauspielerin und Opernsängerin mit einer sehr koloraturreichen Altstimme, für die Gioachino Rossini und Giuseppe Mosca mehrere Rollen komponierten. Besonders berühmt wurde sie für ihre Rolle Isabella in Rossinis L’italiana in Algeri.

## Leben
Marietta Marcolini trat um 1800 am Teatro San Benedetto in Venedig auf sowie 1803 bis 1804 am Teatro Nuovo in Neapel. Weitere Engagements führten sie 1806 an das Teatro Rossi in Pisa, nach Livorno und 1807 an das Teatro Argentina in Rom. 1808 gastierte sie in Parma, 1809 an der Mailänder Scala. 1811 sang sie die Rolle der Ernestina in der Uraufführung von Rossinis Oper L’equivoco stravagante.
Auch in weiteren Werken komponierte Rossini mehrere Rollen bzw. Arien für sie, die ihre hochvirtuosen stimmlichen Fähigkeiten herausstellten, so etwa Ciro in Babilonia (Ferrara 1812), L’italiana in Algeri (Venedig 1813) und La pietra del paragone (Mailand 1812). Außerdem schrieb Francesco Morlacchi für sie die lyrische Szene Saffo (1810 in Mailand).
1815 trat Marietta Marcolini wieder an der Mailänder Scala auf und wirkte dort u. a. bei der Uraufführung von Ferdinando Paërs Oper L’eroismo in amore mit. 1817 sang sie die Titelrolle in Rossinis Tancredi in Venedig und gastierte 1819 bis 1820 nochmals in Mailand und Triest.
Um 1819 nahm ihre Stimme ab, sodass sie auf großen Bühnen nicht mehr auftreten konnte und ihre Karriere in den nächsten Jahren vermutlich beendete.
Marietta Marcolini hatte einen Sohn, Carlo Marcolini, der ebenfalls Sänger (Bass) wurde.